# 양은지
양은지(1984년 5월 13일~)는 대한민국의 가수이다.

## 학력
- 부평디자인과학고등학교
- 동아방송예술대학 방송연예학과

## 대표작

### 음반
- 베이비복스 리브 1집 《오가무세경》
- 베이비복스 리브 2집 《아이 빌리브》(I Believe)

## 연기 활동

### 예능
- 2009년 《강심장》SBS 초대 손님

### 뮤직비디오
- 노블레스 어떡하라고